# Marlene Jablonski

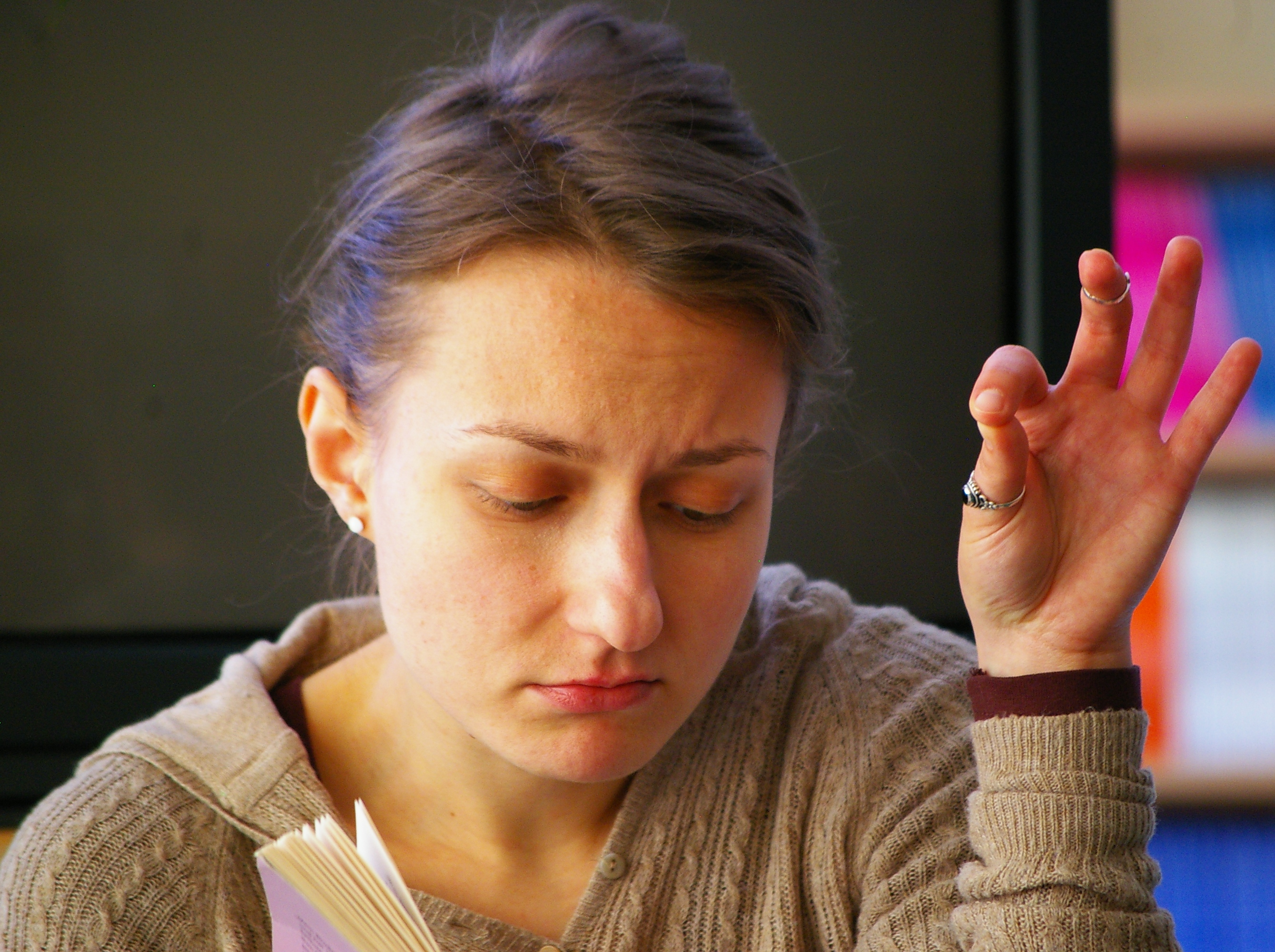
Marlene Jablonski bei einer Lesung (2011)

Marlene Jablonski (* 1978 in Danzig, Polen) ist eine deutsche Buchautorin.

## Leben
Marlene Jablonski verbrachte die ersten zehn Jahre ihres Lebens in Danzig. 1988 zog sie mit ihrer Familie nach Düsseldorf, wo sie 1998 ihr Abitur ablegte.  Seit dem Jahr 2000 ist sie freie Schriftstellerin. Seit 2012 lebt sie in Berlin.
Marlene Jablonski schreibt vor allem Kinder- und Jugendbücher. Gemeinsam mit Christian Bieniek und Vanessa Walder veröffentlichte sie die sieben Bände der Serie Das Inselinternat, die im Schneider-Verlag erschienen sind, ferner die Serie Ein Pferd für alle Fälle und die Serie Ein echter Profi. Seit 2019 hat sie gemeinsam mit Tanya Stewner einige Bände der Kinderbuch-Reihe Liliane Susewind (ab 6 Jahre) veröffentlicht.

## Werke

### Kinderbücher (Auswahl)
- Monster Flo, Grusel auf Burg Grauenstein. Arena Verlag, 2002, ISBN 3-401-05456-2
- Pferdegeschichten. Arena Verlag, 2002, ISBN 3-401-05336-1
- Die Spur des Katers. Carlsen Verlag, 2004, ISBN 3-551-36259-9
- Der Lesebär: Schulhofgeschichten. Mit Illustrationen von Betina Gotzen-Beek. Arena Verlag, 2006. ISBN 978-3-401-08918-8 (zusammen mit Christian Bieniek)
- Hamster Hektor – Hunde und andere Krisen. Fischer Verlag, 2008, ISBN 3-596-80782-4
- Neue Freunde Pferdeglück. Kosmos Verlag, 2010, ISBN 978-3-440-12479-6
- Pferde, Liebe, Sommerglück. Kosmos Verlag, 2011, ISBN 978-3-440-12810-7
- Pferde, Freunde, Liebesglück. Kosmos Verlag, 2012, ISBN 978-3-440-13234-0
- Ein Pony zum Liebhaben: Die allerbesten Pferdegeschichten. Ravensburger Buchverlag, 2012, ISBN 978-3-473-52455-6
- Hamster Hektor – Die Laufrad Verschwörung